# Reichenbrand
Altchemnitz, Chemnitz-Reichenbrand – dzielnica miasta Chemnitz w Niemczech, w kraju związkowym Saksonia. 